# Cal·làntids
Els cal·làntids (Callanthiidae) són una família de peixos marins inclosa en l'ordre Perciformes.

## Gèneres i espècies
Actualment es consideren 13 espècies agrupades en 3 gèneres: 
- Gènere Callanthias (Lowe, 1839)
  - Callanthias allporti (Günther, 1876)
  - Callanthias australis (Ogilby, 1899)
  - Callanthias japonicus (Franz, 1910)
  - Callanthias legras (Smith, 1948)
  - Callanthias parini (Anderson y Johnson, 1984)
  - Callanthias platei (Steindachner, 1898)
  - Callanthias ruber (Rafinesque, 1810)
  - Callanthias splendens (Griffin, 1921)
- Gènere Grammatonotus (Gilbert, 1905)
  - Grammatonotus crosnieri (Fourmanoir, 1981)
  - Grammatonotus laysanus (Gilbert, 1905)
  - Grammatonotus macrophthalmus (Katayama, Yamamoto y Yamakawa, 1982)
  - Grammatonotus surugaensis (Katayama, Yamakawa and Suzuki, 1980)
- Gènere Parabarossia
  - Parabarossia lanceolata (Kotthaus, 1976)